# Nome social
Nome social é o nome pelo qual pessoas transgêneros, e travestis reivindicam ser chamadas, em contraste com o nome anteriormente registrado, que não reflete sua identidade de gênero. A identidade do nome social é vinculada à identidade civil original.
No Brasil, a Universidade Federal do Amapá foi pioneira na adoção do nome social para seus alunos. Há iniciativas no mesmo sentido em andamento em outros estados, notavelmente Minas Gerais, Amazonas, Piauí, Pará, Goiás e Paraná; segundo a Associação Brasileira de Gays, Lésbicas, Bissexuais, Travestis e Transexuais (ABGLT). Em 2014, no Rio Grande do sul, na Universidade Federal do Rio Grande do Sul, o nome social foi aprovado em reunião pelo CONSUN (conselho universitário) para o primeiro semestre de 2015, de forma que estudantes e servidores pudessem usar o direito garantido.
Em âmbito federal, o Decreto n.º 8 727, da Presidência da República normatizou o uso do nome social pelos órgãos e entidades da administração pública federal direta, autárquica e fundacional. Em 2019, o Senado apresentou o Projeto de Lei n.º 2 745 de 2019 sobre o reconhecimento da identidade de gênero, derivado de uma sugestão popular enviada por uma cidadã de Minas Gerais ao Portal e-Cidadania.
No estado do Rio de Janeiro, desde 8 de julho de 2011, a administração direta e indireta do estado dá o direito a transgêneros de usarem o nome social; em janeiro de 2012, a delegada Marta Rocha comunicou a decisão da Polícia Civil registrar o nome social nos registros de ocorrência(s). E em 1.º de fevereiro de 2017, na capital, ocorreu a primeira aplicação no Poder Legislativo da cidade.
No Estado de São Paulo, todos os órgãos da administração pública, direta ou indireta têm que atender ao nome social em razão do Decreto n.º 55 588/2010. Estão inclusos hospitais, escolas, universidades, a polícia, o Detran e até o Metrô. Se não cumprirem, estão sujeitos às punições previstas na lei n.º 10 948/2001, que combate a transfobia.
No Estado de Santa Catarina, usuárias dos serviços prestados por quaisquer órgãos ou entidades da Administração Pública Estadual Direta, Autárquica e Fundacional, bem como aos servidores públicos, estagiários e trabalhadores terceirizados têm que acolher o nome social em razão do Decreto n.º 16, de 31 de Janeiro de 2019.